# Segunda parte da História do Imperador Carlos-Magno e dos doze pares de França
Segunda parte da História do Imperador Carlos-Magno e dos doze pares de França es un libro de caballerías portugués de Moreira Carvalho, que constituye una continuación del libro anónimo francés La historia del emperador Carlomagno y de los doce pares de Francia, atribuido en algunas ediciones a Nicolás de Piamonte. Esta obra fue traducida al español y después al portugués y alcanzó una notoria popularidad y numerosas ediciones, tanto en España como en Portugal. Sin duda ello alentó a Jerónimo Moreira de Carvalho para escribir una continuación, que se publicó por primera vez en Lisboa en 1737 y fue objeto de reimpresiones en 1784, 1799 y 1863. Esta Segunda parte no debe confundirse con la Historia nova do Emperador Carlos Magno, e dos doze pares de França de José Alberto Rodrigues, impresa en Lisboa en 1742, que es otra continuación independiente de la obra francesa original. 
La obra de Moreira de Carvalho consta de setenta capítulos, casi todos muy breves, distribuidos en cuatro libros. Aunque en la obra predecesora se había relatado la muerte de Carlomagno, esta Segunda parte se inicia con las fiestas organizadas por ese emperador para celebrar su regreso a París y la llegada de Floripes, hija del Almirante Balán y esposa de Guy de Borgoña, uno de los doce pares de Francia. En los festejos se hace presente un embajador de Galafre, rey moro de Toledo, que en nombre de su señor viene a solicitar la ayuda de Carlomagno para enfrentar la amenaza de Abderramán, rey de Córdoba. Carlomagno marcha con los doce pares y un numeroso ejército. Por haberla visto en un retrato, su sobrino Roldán, uno de los doce pares, está enamorado secretamente de Angélica, hija de Abderramán, quien la mantiene cautiva en la cueva Tristefea. En España, Carlomagno y sus paladines protagonizan numerosas hazañas y sangrientos combates con las huestes de Abderramán. La obra concluye con las bodas de Carlomagno con Galiana, hija de Galafre, y de Roldán con Angélica, previa la conversión al cristianismo de ambas princesas.
La Segunda parte de Moreira de Carvalho fue continuada en una Verdadeira terceira parte da historia de Carlos-Magno dedicada a la figura de Bernardo del Carpio, escrita por el presbítero Alexandre Caetano Gomes Flaviense y publicada por primera vez en 1745. 